# Fliegerersatz Abteilung Nr. 3
Fliegerersatz Abteilung Nr. 3, FEA 3 – jedna z 17 jednostek lotnictwa niemieckiego Luftstreitkräfte z początkowego okresu I wojny światowej tego typu. Dosłownie Lotniczy Oddział Uzupełnień.

## Informacje ogólne
W momencie wybuchu I wojny światowej z dniem 1 sierpnia 1914 roku jednostka została ulokowana na lotnisku w Griesheim (Hesja) koło Darmstadt. W lutym 1915 roku jednostka została przeniesiona do Gothy w Turyngii, gdzie pozostała do końca wojny.
Jednostka prowadziła szkolenie pilotów i obserwatorów dla jednostek liniowych np. Feldflieger Abteilung. W późniejszym okresie szkolenie obserwatorów zostało wydzielone do specjalnych szkół Fliegerbeobachterschulen (FBS) w Gocie była Beobachterschule der Fliegerersatzabteilung 3.
W jednostce służyli lub byli szkoleni m.in. Hermann Göring, Johannes Janzen, Carl-August von Schoenebeck, Gustav Dörr, Josef Jacobs, Kurt Student, Paul Wenzel, Robert Wiesengrund, Hellmuth Volkmann, Fritz Fromme, Siegfried Gussmann, Hans Martin Pippart, Georg Strasser, Alfred Hübner.
W skład jednostki wchodziły m.in.: 3 kompania Flieger Bataillon Nr. 3, Feldflieger Abteilung 34, Feldflieger Abteilung 6, Feldflieger Abteilung 18, Feldflieger Abteilung 27.
W jednostce zostały utworzone m.in. następujące eskadry myśliwskie: Jasta 33, Jasta 42 i Jasta 68.

## Dowódcy Jednostki
| Stopień | Nazwisko                            | Okres     |
| ------- | ----------------------------------- | --------- |
| Kapitan | Vollrad Hans Vivigenz von Eickstedt | 1915      |
| Kapitan | Karl Dincklage                      | luty 1916 |